# Condado de Laurens (Carolina del Sur)
El condado de Laurens  (en inglés: Laurens County, South Carolina), fundado en 1785, es uno de los 46 condados del estado estadounidense de Carolina del Sur. En el año 2000 tenía una población de 69 567 habitantes con una densidad poblacional de 23 personas por km². La sede del condado es Laurens.

## Geografía
Según la Oficina del Censo, el condado tiene un área total de 1875 km² (723,9 mi²), de la cual 1852 km² (715,1 mi²) es tierra y 16 km² (6,2 mi²) es agua.

### Condados adyacentes
- Condado de Spartanburg norte
- Condado de Union noreste
- Condado de Newberry sureste
- Condado de Greenwood sur
- Condado de Abbeville suroeste
- Condado de Anderson oeste
- Condado de Greenville noroeste

### Área nacional protegida

Condado de Laurens distribución de la población por edad y sexo, censo de 2000

- Bosque Nacional Sumter (parte)

## Demografía
En el 2000 la renta per cápita promedia del condado era de $33 933, y el ingreso promedio para una familia era de $39 739. El ingreso per cápita para el condado era de $15 761. En 2000 los hombres tenían un ingreso per cápita de $30 402 contra $21 684 para las mujeres. Alrededor del 14.30% de la población estaba bajo el umbral de pobreza nacional.
A partir de febrero de 2009, la tasa de desempleo del condado fue del 11,3%.

## Lugares

### Ciudades y pueblos
- Clinton
- Cross Hill
- Fountain Inn
- Gray Court
- Laurens
- Ware Shoals
- Waterloo

### Comunidades no incorporadas
- Joanna
- Mountville
- Princeton
- Watts Mills

### Principales carreteras
| - Interestatal 26 - Interestatal 385 - US Route 25 - US Route 76 | - US Route 221 - South Carolina Route 72 - South Carolina Route 418 |  |